# Greg Evigan
Greg Evigan född 14 oktober 1953 i South Amboy i New Jersey, är en amerikansk skådespelare.

## Filmografi i urval
- 1987 - Matlock (TV-serie)
- 1991-1992 - P.S. I Luv You (TV-serie)
- 1992 - Columbo (TV-serie)
- 1992 - Melrose Place (TV-serie)
- 1995 - Mord, mina herrar (TV-serie)
- 2007 - Desperate Housewives   (TV-serie)
- 2015 - Once Upon a Holiday